# Radim Nováček
Radim Nováček (21. března 1905 v Ústí nad Orlicí – 13. února 1942 v KT Mauthausen) byl český prvorepublikový mineralog, vysokoškolský pedagog a publikující odborník. Za druhé světové války byl účastníkem protiněmeckého odboje. Přispěl k širšímu uplatnění chemie ve výzkumu nerostů a hornin.

## Život
Radim Nováček se narodil v Ústí nad Orlicí 21. března 1905 jako jediný syn vedoucího úředníka Okresního úřadu v Ústí nad Orlicí Karla Nováčka. Matku ztratil ve svých čtrnácti letech ještě jako školák (zemřela v roce 1919). Radim Nováček maturoval na gymnáziu ve Vysokém Mýtě. Ve studiu přírodopisu a chemie pokračoval na Přírodovědecké fakultě Univerzity Karlovy v Praze. Doktorem přírodních věd byl promován 30. srpna 1928. 

## Odborná práce
Od roku 1929 působil jako asistent v Mineralogickém ústavu prof. Dr. Františka Slavíka. Před druhou světovou válkou (v letech 1929 až 1939) pracoval Radim Nováček v Mineralogickém ústavu Přírodovědecké fakulty Univerzity Karlovy v Praze. Po úspěšném absolvování vysokoškolských studií a vykonání státních zkoušek a rigoróza se v roce 1936 habilitoval pro obor mineralogie. Spolu se svým kolegou mineralogem z Národního muzea Karlem Tučkem napsal knihu "Naše nerosty, jejich sběr a určování". (Kniha vyšla nejprve v roce 1941 ale druhého vydání těsně po druhé světové válce v roce 1946 se dožil už jen první z autorů - Karel Tuček.) Po uzavření českých vysokých škol (po 17. listopadu 1939) se Radim Nováček stal pracovníkem Národního muzea v Praze. (Působil zde od listopadu 1939 do začátku října 1941.)
Radim Nováček zavedl (a zdokonalil) na tehdejší dobu moderní mikrochemické metody analýzy nerostů a minerálů. (Zabýval se kvantitativní mikrochemickou analýzou zvláště druhotných uranových nerostů.) Metodu chemické analýzy dokázal aplikovat i v případech, kdy měl k dispozici jen miligram zkoumaného vzorku. Stejně dobře zvládal sledování morfologie a optických vlastností krystalů. Stanovil například chemický vzorec vzácného minerálu johannitu a vzorec uranopilitu. Po Radimu Nováčkovi byly (po jeho smrti) pojmenovány i dva minerály nováčekit a metanováčekit (viz níže).

Minerály - sloučeniny uranu (U)
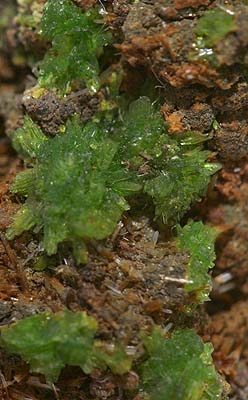
Johannit: Cu(UO2)2(SO4)2(OH)2.8H2O
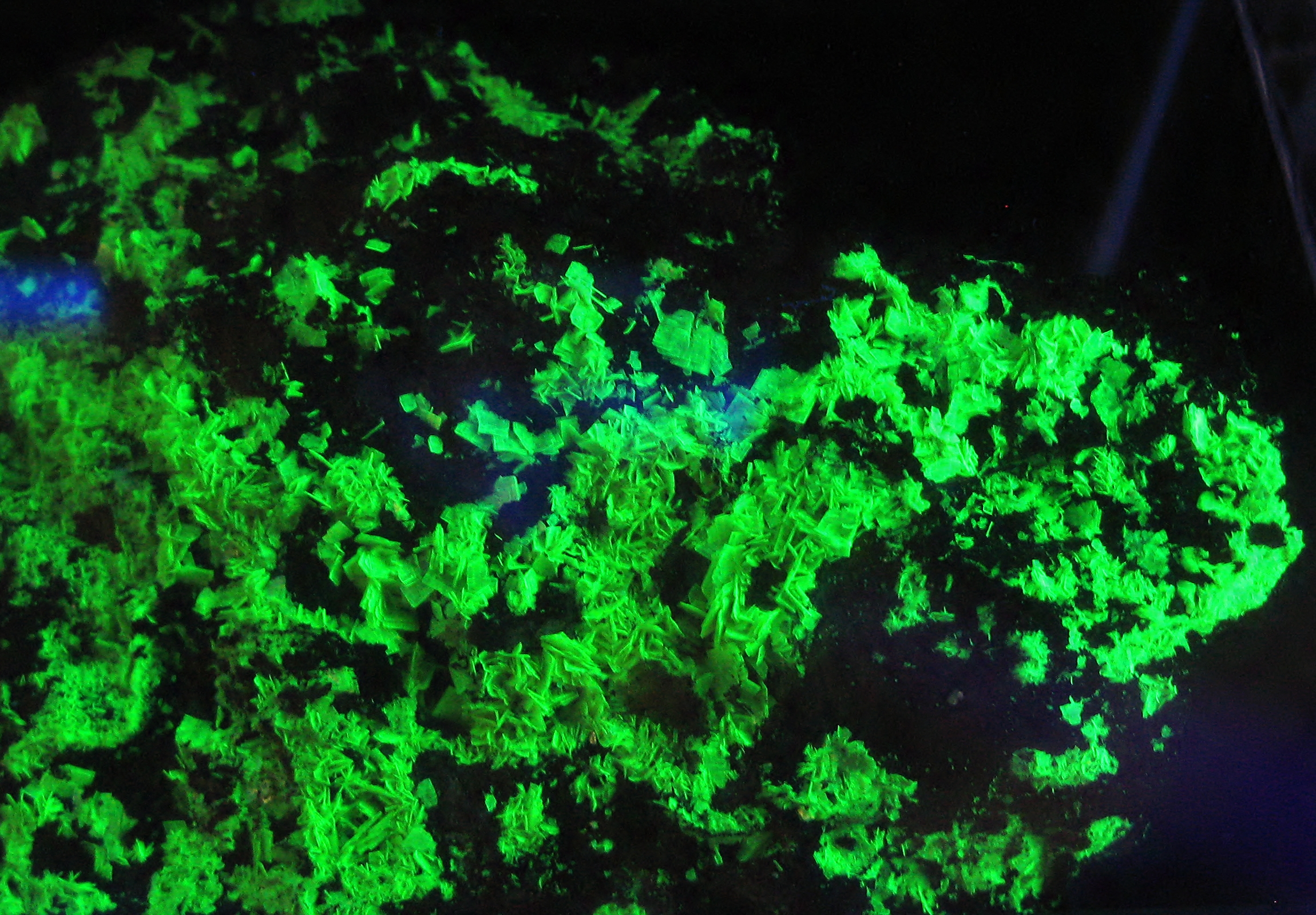
Uranopilit (fluorescence): (UO_{2})_{6}SO_{4}(OH)_{6}O_{2}·14H_{2}O
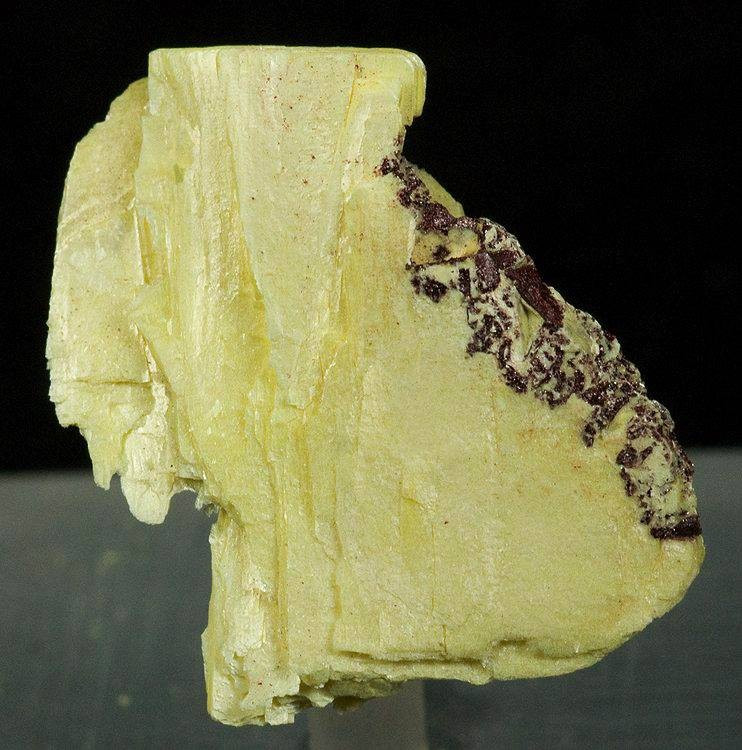
Nováčekit: Mg(UO_{2})_{2}(AsO_{4})_{2}•10 - 12H_{2}O

- Uranopilit (fluorescence):
 (UO2)6SO4(OH)6O2·14H2O
- Nováčekit:
 Mg(UO2)2(AsO4)2•10 - 12H2O

Jeho publikované vědecké články, ve kterých detailně popisoval výsledky svého výzkumu, se staly jedním ze základních kamenů nejen pro mineralogii a krystalochemii minerálů uranu, ale i pro obecnou mineralogii. Nováček také provedl revizi jáchymovských uranových minerálů a zabýval se mineralogií hrubozrnných magmatických hornin - pegmatitů. Jeho výzkumné dílo má vysokou vědeckou hodnotu - bylo a je citováno v odborné mineralogické literatuře. Soupis publikovaných odborných prací Radima Nováčka obsahuje 39 položek. Řada výzkumů však zůstala nedokončena. Jeho postoj k nacistické okupaci a útlaku české inteligence po 15. březnu 1939 jej logicky dovedl až do řad domácího protiněmeckého odboje.

## Zapojení do odboje
Po obsazení Československa v roce 1939 se Radim Nováček zapojil do ilegální práce v rámci domácího odboje.

### Uvedení do situace
Ilegální organizace Politické ústředí (PÚ) vznikla již v létě 1939, byla tvořena příslušníky prvorepublikových politických stran a jejím cílem bylo udržování zpravodajských kontaktů s exilovou vládou v Londýně a se zahraničním odbojem. Radim Nováček se začlenil do ilegální práce v této odbojové organizaci. Docent Vladimír Krajina patřil k vedení Politického ústředí. To on měl na starosti ilegální vysílačku Sparta I., která obstarávala styk se zahraničním odbojem. Po sloučení Politického ústředí, Obrany národa a Petičního výboru Věrni zůstaneme (PVVZ) do zastřešujícího Ústředního vedení odboje domácího (ÚVOD) na jaře 1940 byl Vladimír Krajina jedním ze šesti členů jeho koordinačního orgánu.

### Radiotelegrafické spojení
Jedním z nejdůležitějších úkolů domácího odboje bylo již od začátku protektorátu udržování ilegálního radiotelegrafického spojení mezi Prahou a Londýnem. Již v letních měsících roku 1939 toto spojení organizovali major Jaroslav Hájíček a podplukovník generálního štábu Štěpán Adler. Prvními radiotelegrafisty, kteří obsluhovali ilegální vysílačku s krycím označením Sparta I byl štábní kapitán Karel Divina a rotmistr František Franěk. Nedostatek odborníků na šifrování a dešifrování radiových depeší vyřešil Jaroslav Hájíček přijetím nabídky přírodovědce docenta Vladimíra Krajiny. Spojení s londýnským exilem bylo navázáno na podzim roku 1939, ale na konci roku 1939 rozbilo gestapo tyto ilegální struktury tak, že poslední depeše odešla 13. prosince 1939 a "ilegálové", kteří radiové spojení zajišťovali byli buď zatčeni nebo přinuceni emigrovat z protektorátu. Šifrovací klíč zůstal v rukou Vladimíra Krajiny. Krátce se vysílalo ještě v únoru 1940, ale to už musel domácí odboj svoji činnost v tomto směru utlumit. Podplukovník Josef Balabán se pokusil na jaře roku 1940 obnovit fungování radiotelegrafické skupiny a to jej logicky přivedlo ke spolupráci s Krajinou. Oboustranné radiové spojení Londýn - Praha bylo opět navázáno 6. dubna 1940 a zhruba za měsíc (30. dubna 1940) pověřil ministr národní obrany exilové vlády - generál Sergěj Ingr podplukovníka Josefa Balabána k převzetí odpovědnosti za radiotelegrafickou službu. Druhá garnitura vojenské ilegální organizace Obrana národa usilovala dostat radiové spojení pod svoji kontrolu, ale Krajina v tom pociťoval vyjádření nedůvěry k jeho "civilní" osobě. Londýn jej sice nezbavil čelního postavení v radiotelegrafické skupině, ale konflikty mezi občanskou a vojenskou složkou Ústředního vedení odboje domácího (ÚVODu) přetrvávaly a v personální rovině se projektovaly do vztahu Balabán x Krajina.
Úkolem Vladimíra Krajiny bylo šifrovat odesílané depeše a přijaté dešifrovat. Příval několika desítek depeší denně si vynutil vytvoření skupiny několika Krajinových spolupracovníků. Kromě Krajinovy manželky se na této činnosti podíleli: docent mineralogie Radim Nováček; Jaroslav Štěpán; Míla Šebková; botanik RNDr. Miloš Deyl; Jaroslav Hrabánek a selesián Štěpán Trochta. Přijaté a dešifrované zprávy se dopravovaly k adresátům, kteří si je vyzvedávali v ilegálních sběrnách (nejčastěji v knihkupeckých obchodech). Za Obranu národa byli adresáty podplukovník Josef Balabán nebo plukovník Josef Churavý.

### Práce pro Josefa Jedličku
Koncem dubna 1941 zahájila ilegální odbojová skupina "Julek" provoz dvou (dosud ukrývaných) radiostanic fungujících v éteru pod krycím označením "Har" a "Magda" (podle manželky majora Josefa Jedličky - viz níže). Dešifrováním pokynů od řídící centrály GRU (viz níže) a šifrováním připravených zpravodajských depeší určených pro GRU byl Josefem Jedličkou pověřen právě Radim Nováček. (Kódování a dekódování zpráv bylo prováděno pomocí sovětského šifrového klíče, jenž se "opíral" o knihu českého spisovatele, literárního kritika a publicisty Vojtěcha Martínka - Než se kořeny uchytí.)

### Práce pro Vladimíra Krajinu
Radim Nováček vykonával obdobné šifrovací a dešifrovací práce i pro depeše, které „procházely“ zpravodajskou skupinou docenta Vladimíra Krajiny. Tyto depeše ale byly určeny československým zpravodajcům, vedeným Františkem Moravcem, kteří pracovali v Anglii ve prospěch exilové vlády Dr. Edvarda Beneše.

Odbojáři související s radiovým spojením do zahraničí
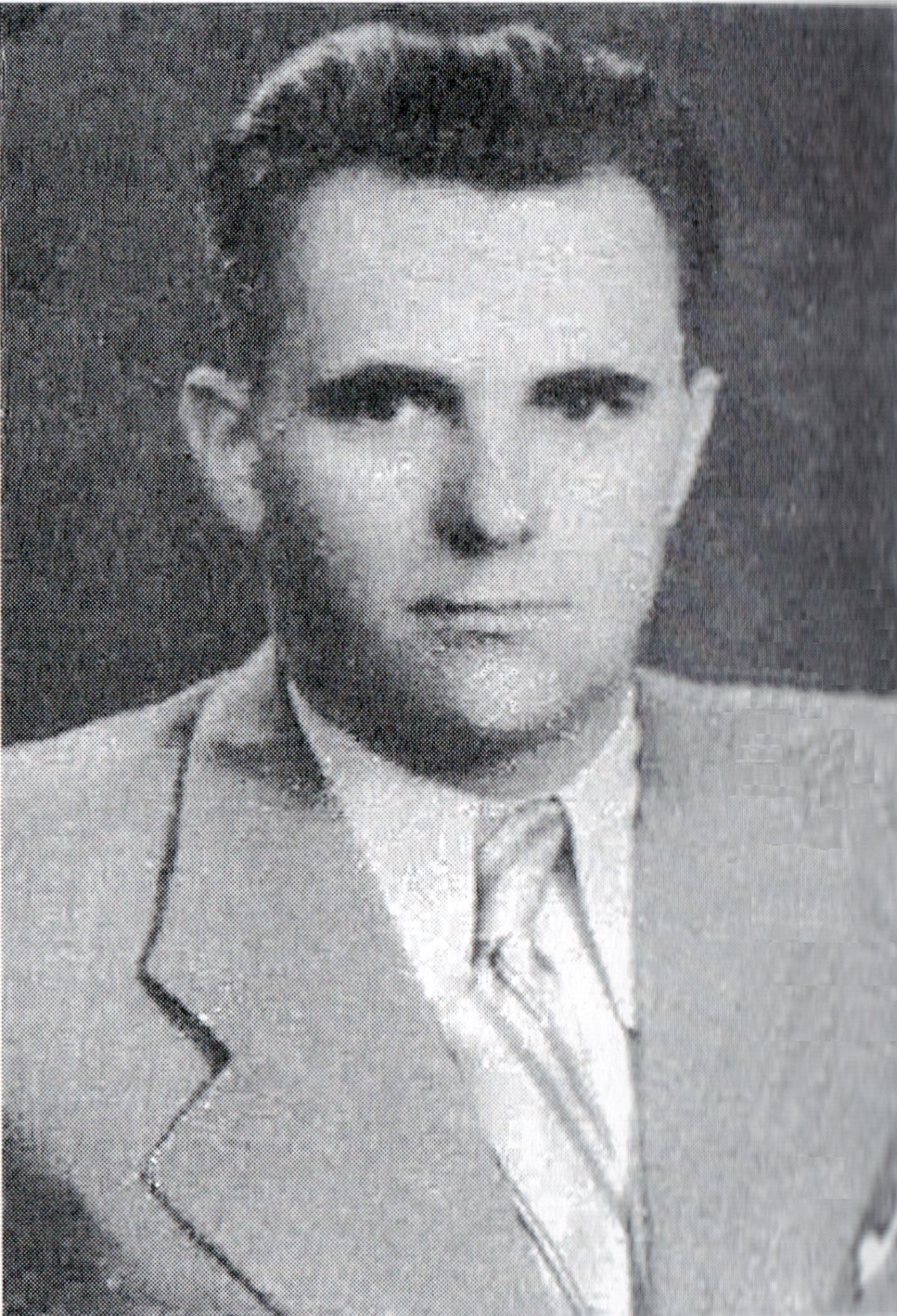
Jaroslav Hájíček
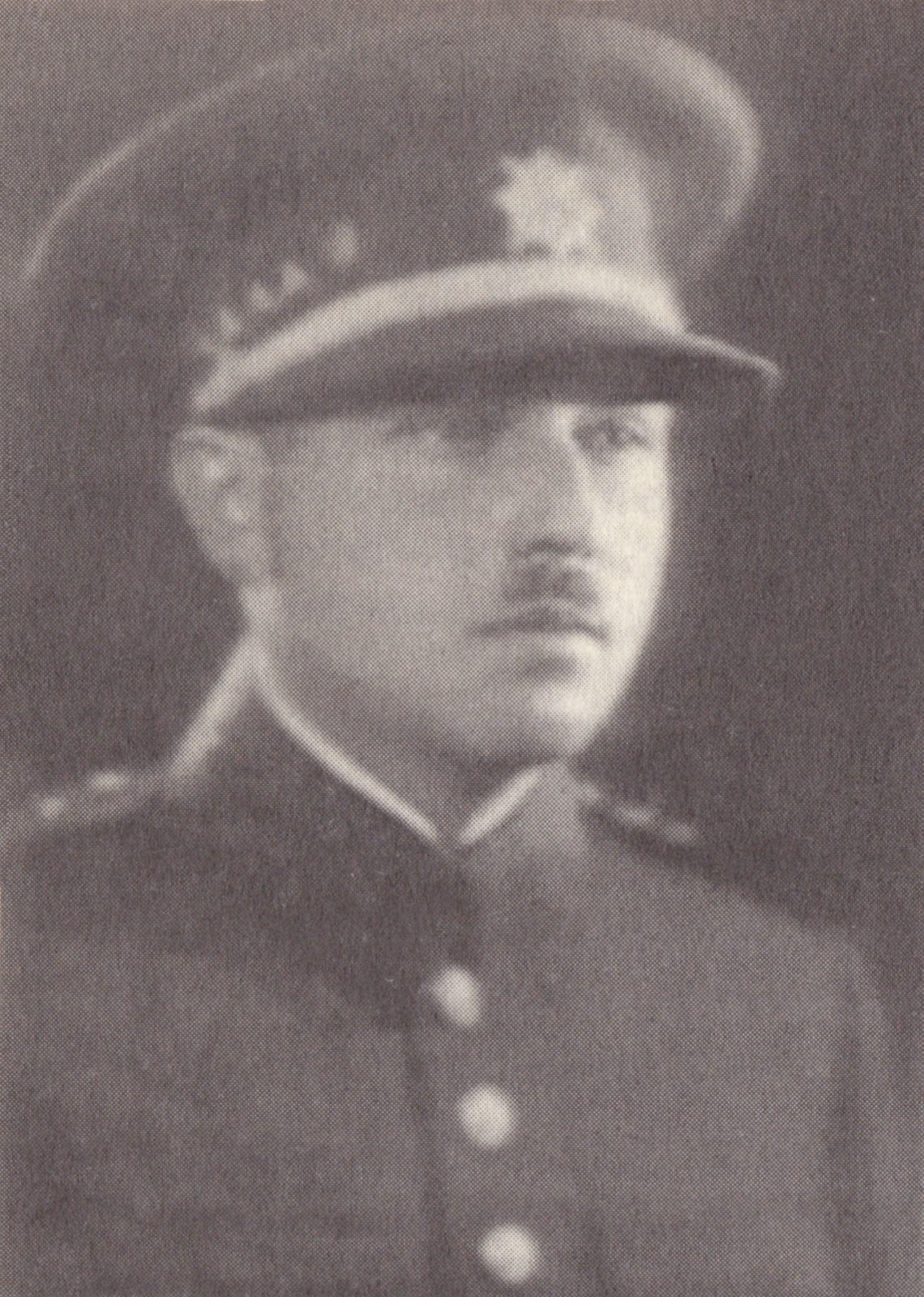
Štěpán Adler
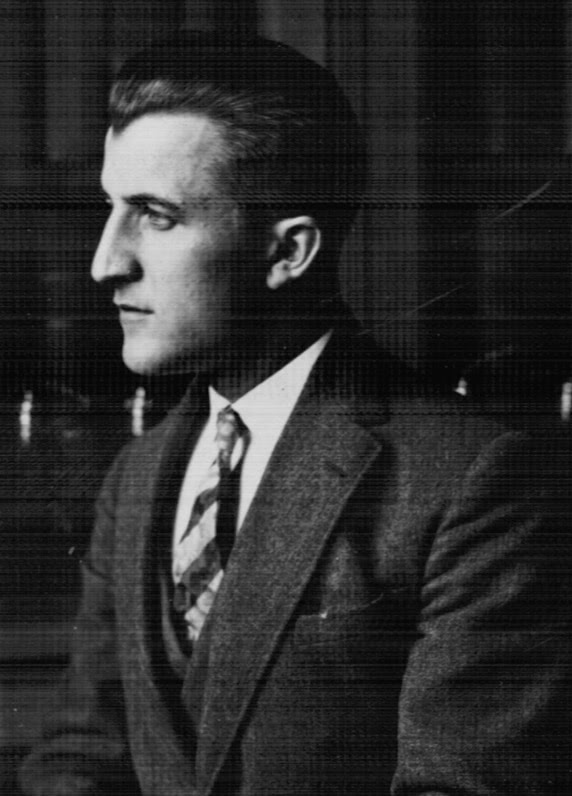
Vladimír Krajina
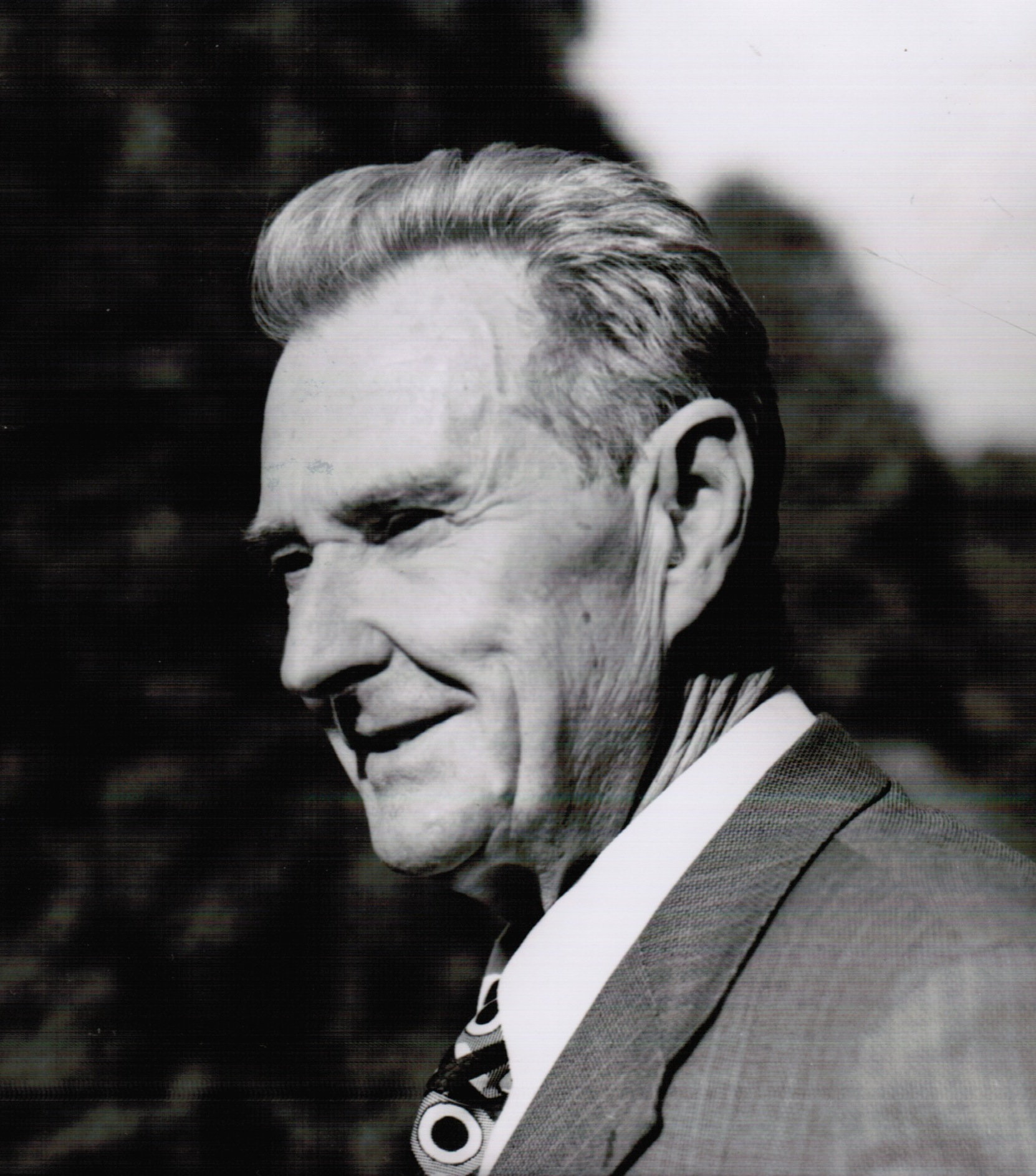
Miloš Deyl
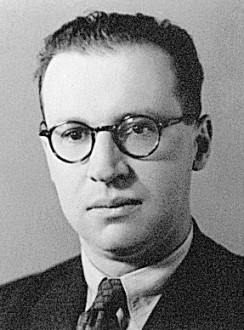
Radim Nováček
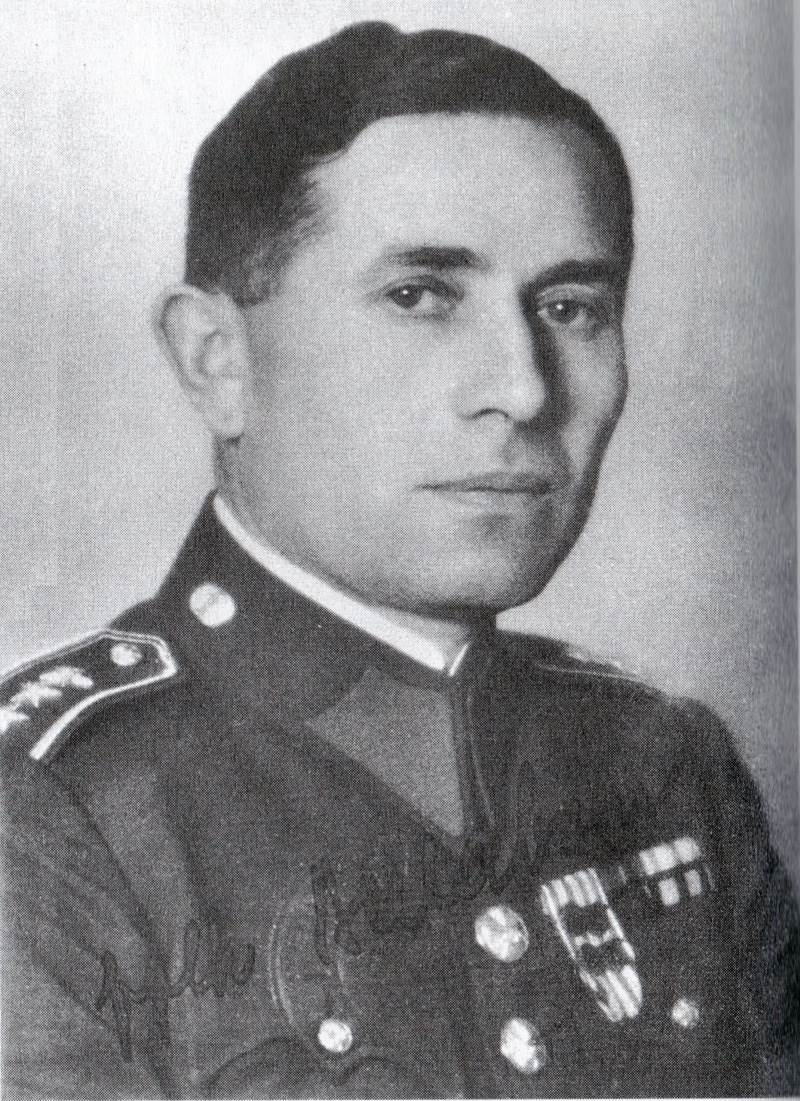
Josef Balabán
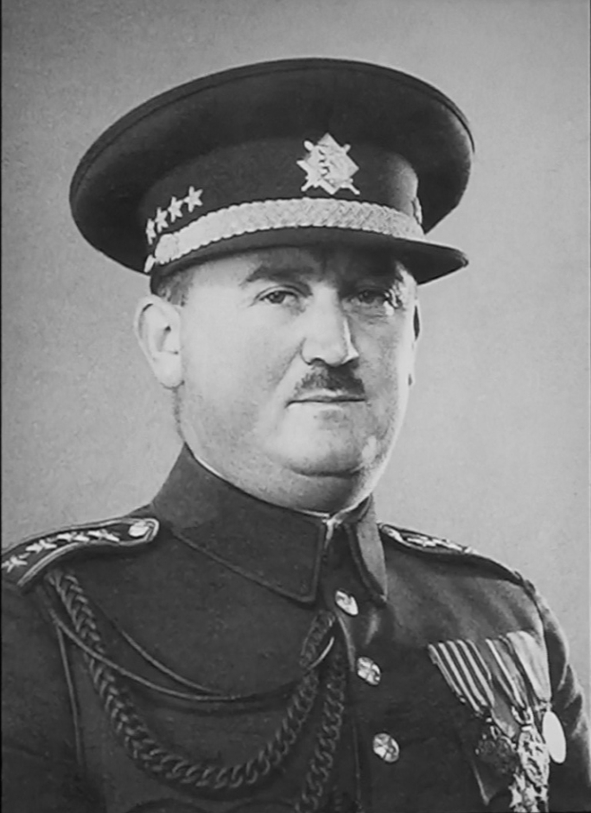
Josef Churavý

## Zatčení, výslechy, věznění…

### Den před zatčením

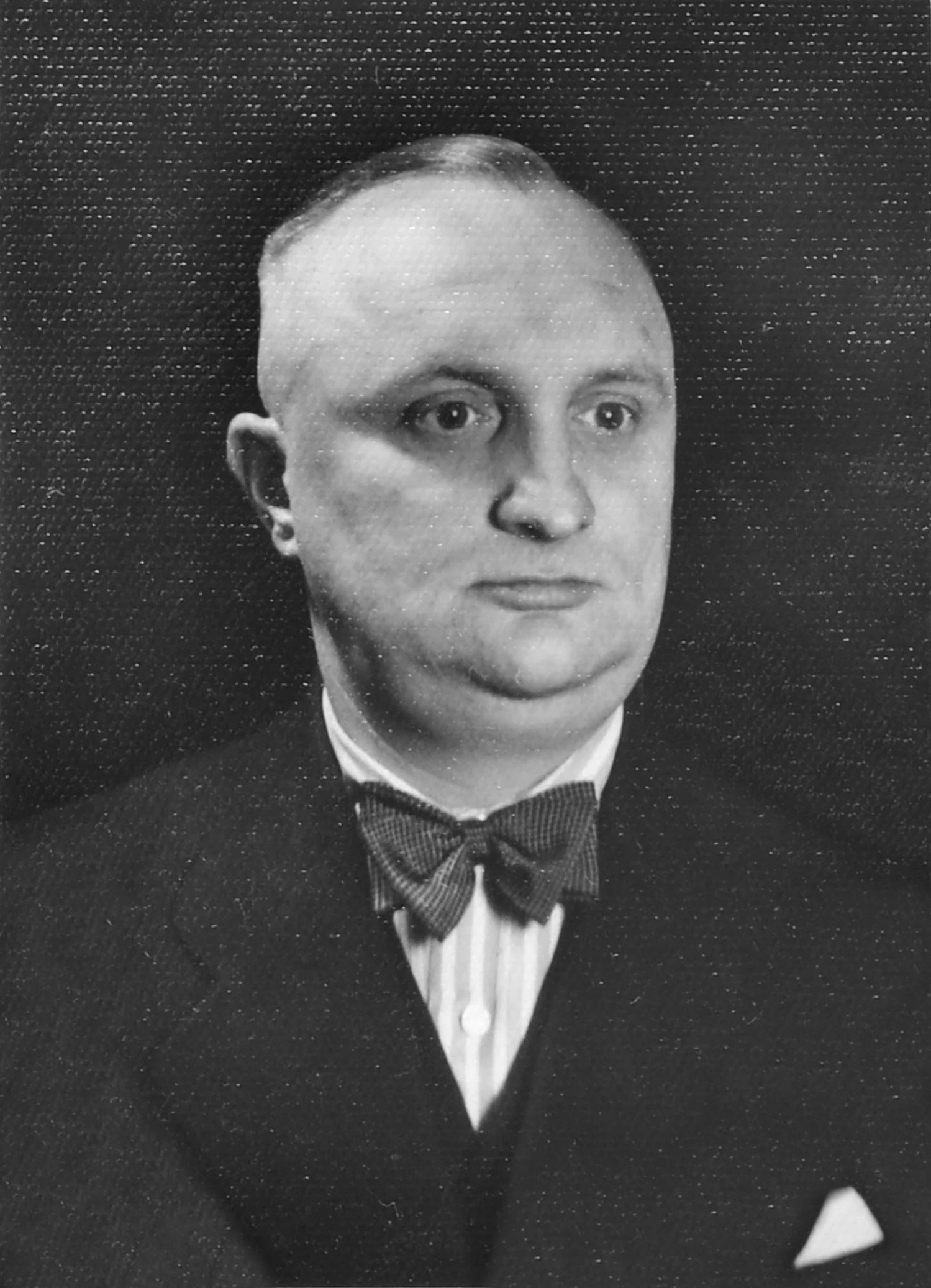
Fritz Petereit

Zatýkací akce pražského gestapa, provedená v noci z 8. října 1941 na 9. října 1941 (přesněji: v sobotu 9. října 1941 kolem 02:30 nad ránem) cílila na docenta Vladimíra Krajinu. Zátah se odehrál na Letné v konspiračním bytě . klempíře Josefa Rozuma, kde se měl Krajina údajně tou dobou vyskytovat.  Místo Vladimíra Krajina však gestapo v bytě překvapilo neznámou a podezřelou osobu. Ta byla zasahujícími příslušníky gestapa ihned zatčena. Jednalo se o sovětského zpravodajského rezidenta (vedoucí agent cizí rozvědky v protektorátu) - doktora přírodních věd (RNDr.) majora letectva Josefa Jedličku. Při zatčení se chtěl Josef Jedlička zastřelit, ale v tom mu pohotově zabránil jeden z příslušníků zatýkacího komanda - kriminální tajemník Klaus (Fritz) Petereit. V tomto bytě se měl Josef Jedlička setkat s přiděleným šifrantem od Politického ústředí (tj. Radimem Nováčkem), kterému měl předat k zakódování další zpravodajské informace určené jako radiové depeše pro centrálu sovětské vojenské rozvědky GRU.
Při brutálním výslechu  major Josef Jedlička prozradil, že působí v protektorátu jako sovětský zpravodajský rezident a že se večer (tj. 9. října 1941) má na vltavském nábřeží setkat s důležitou osobou v domácím odboji - s "Kaprem" (plukovníkem Josefem Churavým). Tato informace spolu s dalšími výpověďmi Jedličky doplněnými informacemi (podvodnou lstí vylákanými) od Jedličkovy manželky Magdy a následné zatčení dalších osob, měly tragický dopad na členy ilegální odbojové organizace "Julek", "Radiotelegrafické skupiny Obrany národa (ON) - východ" a rovněž na další odbojové spolupracovníky. Mezi prozrazenými nechyběl ani Radim Nováček.

### Zatčení
Radim Nováček byl zatčen gestapem druhého dne po zatčení Jedličky, tj. v neděli 10. října 1941. V průběhu akce zatýkací komando gestapa jeho byt zcela zdemolovalo. Mnoho jeho rukopisů tak bylo zničeno, některé byly zcizeny a následně "přemístěny" do Německa.

### Výslechy
Byl vězněn na Pankráci a podroben výslechům v Petschkově paláci. Ještě před svým zatčením získal Nováček pro zpravodajskou činnost i kolegu mineraloga z Národního muzea Karla Tučka.  (Při brutálních výsleších jej nevyzradil.) Stejně tak nevyzradil další odbojáře ze své skupiny: mineralogy Františka Slavíka  - krycí jméno "Pták" (náhradník Radima Nováčka) a ani Ludmilu Slavíkovou.  Ti pak pokračovali v Nováčkově práci (hlavně v šifrování zpráv).

### Motáky
Z vězení posílal Radim Nováček svým příbuzným a spolupracovníkům motáky se zprávami. Ty psal slámou ze slamníku na listy toaletního papíru. Místo inkoustu používal rozpuštěné tabletky proti zácpě nebo i vlastní krev. Motáky byly vynášeny z prostor věznice vložené do tunýlků pro tkanici v pase prádla, které bylo předáváno k vyprání jeho rodinným příslušníkům.
"Daří se mi dosti dobře. Hubnu pomaleji než jsem čekal. Strava dosti dobrá, ale málo. Teplo, čisto i někteří Němci slušní - jiní psi. Nejhorší je Petschkův dům."
Radim Nováček, Moták
"Nermuťte se pro mne – válka je válka a někdo padnout musí. Komu jsem ublížil, ať mi odpustí. Prosím maminku a tatínka, aby měli Marušku jako by byla bývala naše. Doufám, že před † budu moci domů napsat."
Radim Nováček, Moták

### Terezín, Mauthausen,…
Z Pankráce byl Nováček 15. listopadu 1941 převezen do Terezína. Stanným soudem v Praze byl pak následně za dva měsíce (19. ledna 1942) odsouzen za velezradu k trestu smrti. Začátkem února 1942 (6. února 1942) byl (spolu s dalšími 645 Čechy) deportován do koncentračního tábora Mauthausen. V pátek dne 13. února 1942 byl Radim Nováček (ve věku 36 let) v odpoledních hodinách popraven v KT Mauthausen. (Úřední zpráva, která byla zaslána jeho otci konstatovala úmrtí na zápal plic.)

## Po druhé světové válce
- Posmrtně (15. prosince 1945[8]) byl Radim Nováček prezidentem republiky vyznamenán Československým válečným křížem 1939.[3][5]
- Dne 3. listopadu 1946 ústecká veřejnost uctila památku svého významného rodáka odhalením pamětní desky na jeho rodném domě v Ústí nad Orlicí v Lázeňské ulici č.p. 562.[8][5]
- U příležitosti 25. výročí úmrtí byl Radim Nováček oceněn vědeckou Medailí Emanuela Bořického[3][8] Stalo se tak na veřejné části zasedání vědecké rady přírodovědecké fakulty Karlovy univerzity v Praze dne 23. února 1967.[5]
- Radim Nováček byl posmrtně jmenován profesorem.[7][13]
- V pozdějších letech (1951) byly dva z nově objevených vzácných radioaktivních[8] minerálů na počest Radima Nováčka pojmenovány nováčekit.[17][7][3][11][18][19] a metanováčekit.[20][11] O pojmenování minerálu nováčekit (s chemickým popisem: hydratovaný uranylarzeničnan hořečnatý) se zasadil významný americký profesor Clifford Frondel.[5]

## Pamětní desky, památníky, pomníky,…
- Jméno Radima Nováčka je uvedeno na pamětní desce umístěné v budově (na adrese 12800 Praha 2 – Nové Město, Albertov 2038/6) Přírodovědecké fakulty Univerzity Karlovy v Praze (v přízemí, naproti vrátnici).[21]
- Jméno Radima Nováčka je uvedeno na Pomníku věnovaném obětem válek v Ústí nad Orlicí na křižovatce ulic T. G. Masaryka a Čs. armády. (GPS souřadnice: 49°58′13″ s. š., 16°23′46″ v. d.) Je uvedeno v sekci "Oběti druhé světové války", podsekci "Zahynuli v koncentračních táborech".[22]

## Historický dovětek
V pátek dne 13. února 1942 bylo v KT Mauthausen popraveno celkem jedenáct Čechů. Jednalo se o vůbec první takovouto hromadnou popravu Čechů v tomto koncentračním táboře. Všech jedenáct obětí bylo (za značných bolestí) přesně v tříminutových intervalech postupně usmrcováno vpichem benzinové injekce do srdeční krajiny. Jejich těla byla následně zpopelněna v krematoriu uvnitř koncentračního tábora. Jejich popel byl poté vynesen v sudech a nepietně vysypán z náspu do prostoru mimo koncentrační tábor.
Zde je chronologický seznam popravených Čechů:
- 15.10: Radiotelegrafista František Chyba (ve věku 27 let) z Prahy - Radotína; (v knize zemřelých uveden pod pořadovým číslem 101); (vězeňské registrační číslo 5812)
- 15.13: Radiotelegrafista Jindřich Fröde (ve věku 41 let) z Přelouče; (vězeňské registrační číslo 5792)
- 15.16: Otakar Batlička (ve věku 46 let); (v knize zemřelých uveden pod pořadovým číslem 103); (vězeňské registrační číslo 5817)
- 15.19: Zahradník Jaroslav Toufar (ve věku 38 let); (vězeňské registrační číslo 5811)
- 15.22: Klempíř Josef Rozum (ve věku 67 let) z Prahy-Bubenče; (ukrýval profesora Vladimíra Krajinu a majora letectva RNDr. Josefa Jedličku); (v knize zemřelých uveden pod pořadovým číslem 105)
- 15.25: Student Miroslav Prokop (ve věku 21 let) z Prahy - Jinonic; (vězeňské registrační číslo 5798)
- 15.28: Radiotelegrafista Jiří Řanda (ve věku 27 let) z Prahy - Holešovic; (v knize zemřelých uveden pod pořadovým číslem 107)[24]
- 15.31: Ing. Jaroslav Kleiner (ve věku 37 let); (vězeňské registrační číslo 5805)
- 15.34: Antonín Springer (ve věku 31 let) - čalounický mistr v dílnách barrandovských filmových ateliérů; (v knize zemřelých uveden pod pořadovým číslem 109)
- 15.37: Ludvík Stříbrský (ve věku 35 let); (vězeňské registrační číslo 5797)
- 15.40: Univerzitní profesor Radim Nováček (ve věku 36 let); (spolu s profesorem Vladimírem Krajinou vybudoval první fungující radiové spojení s Londýnem); (v knize zemřelých uveden pod pořadovým číslem 111); (vězeňské registrační číslo 5809).

11 obětí v KT Mauthausen (pátek 13. února 1942)
František Chyba
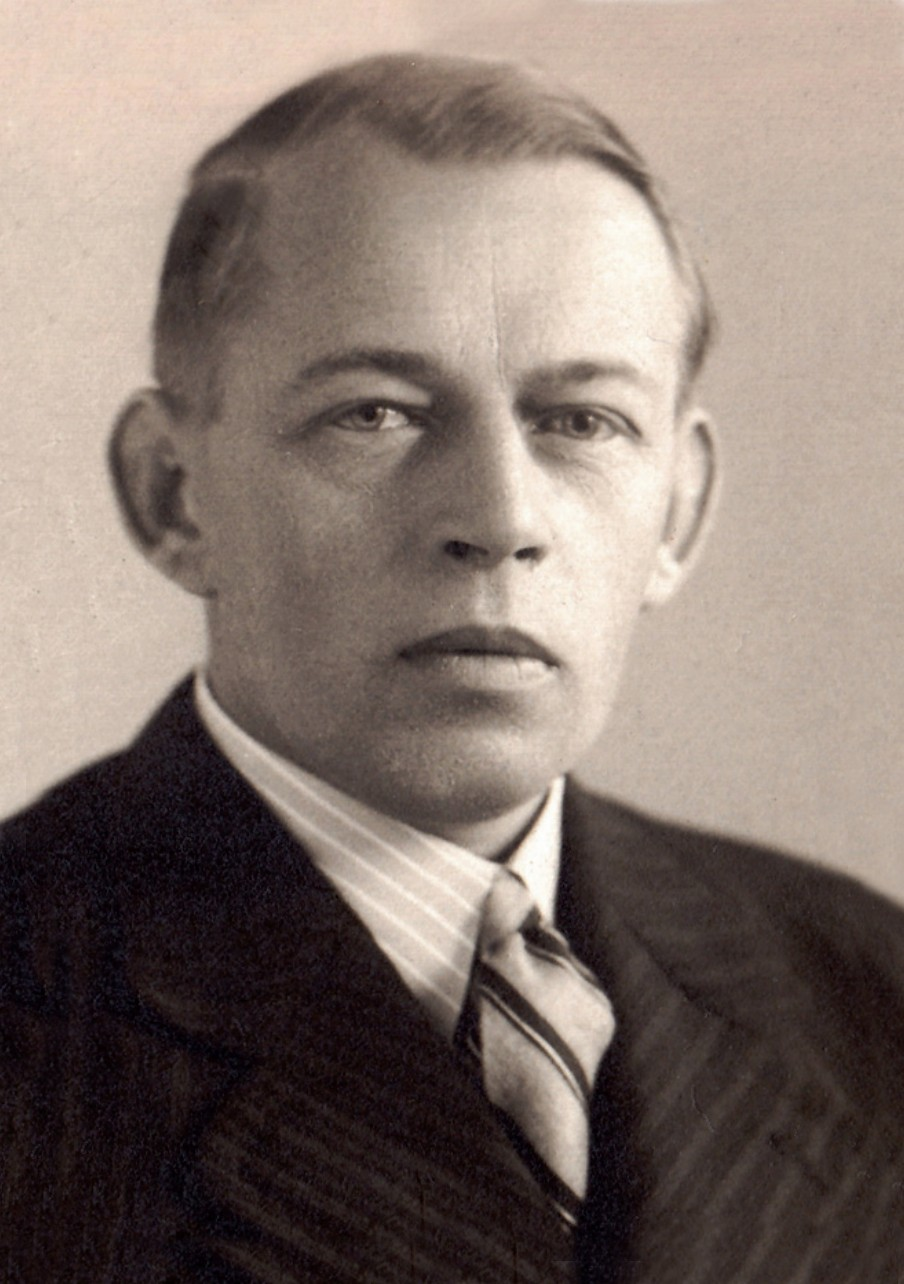
Jindřich Fröde
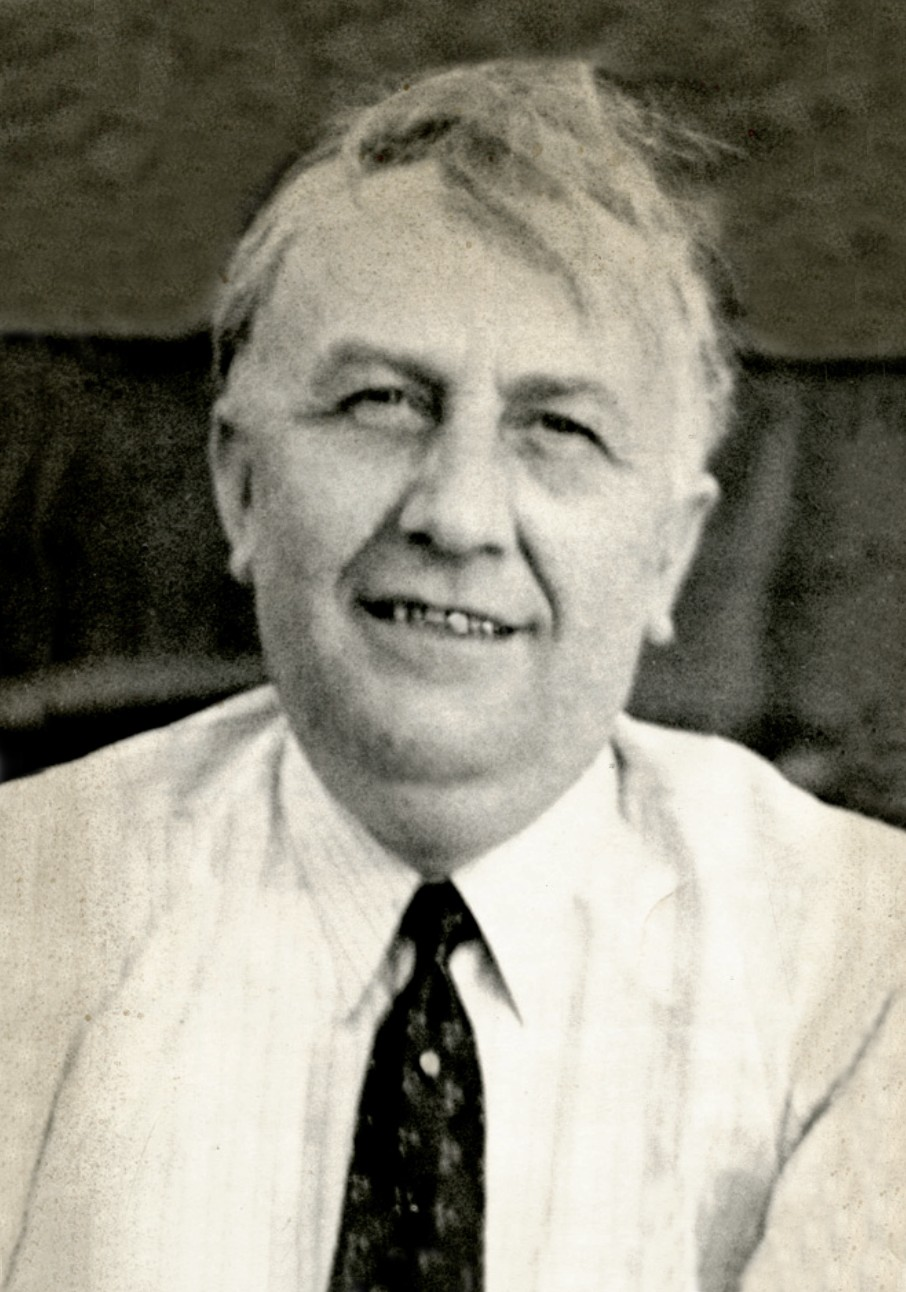
Otakar Batlička
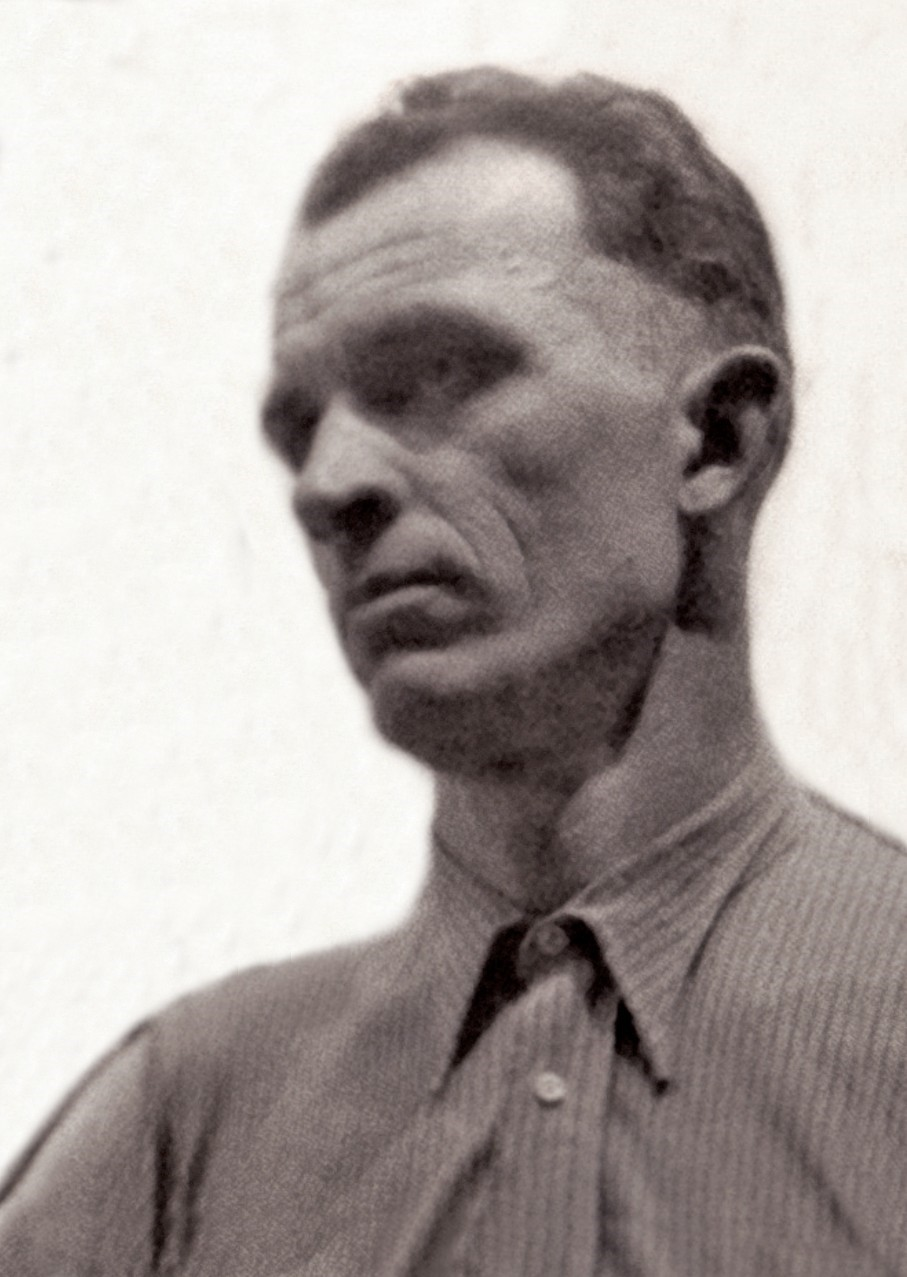
Jaroslav Toufar
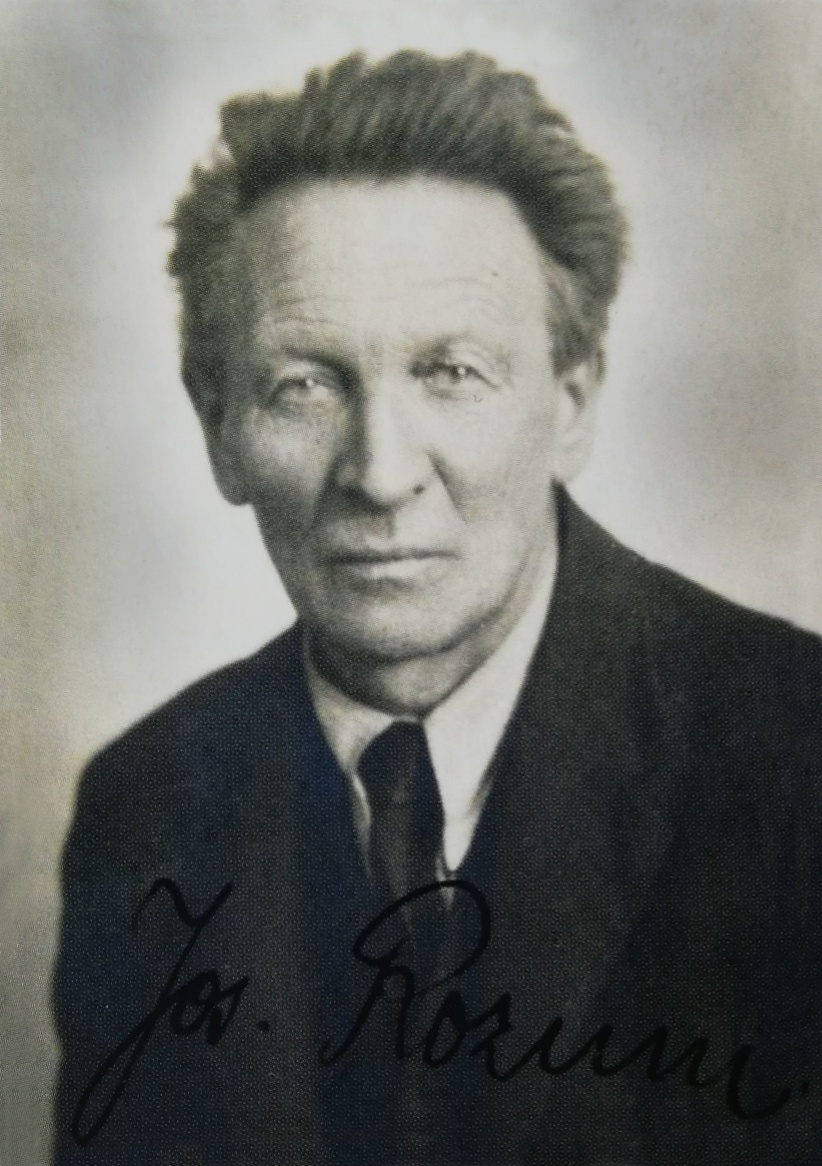
Josef Rozum
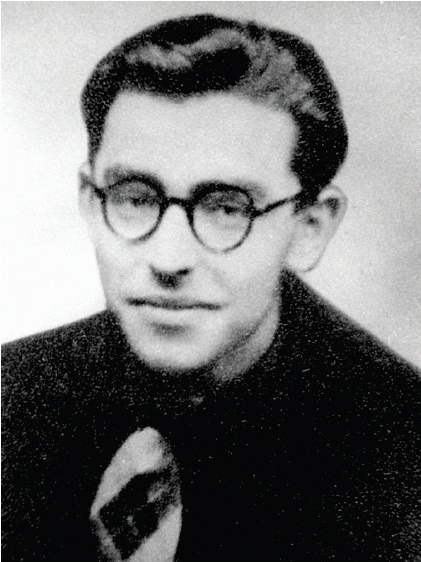
Miroslav Prokop
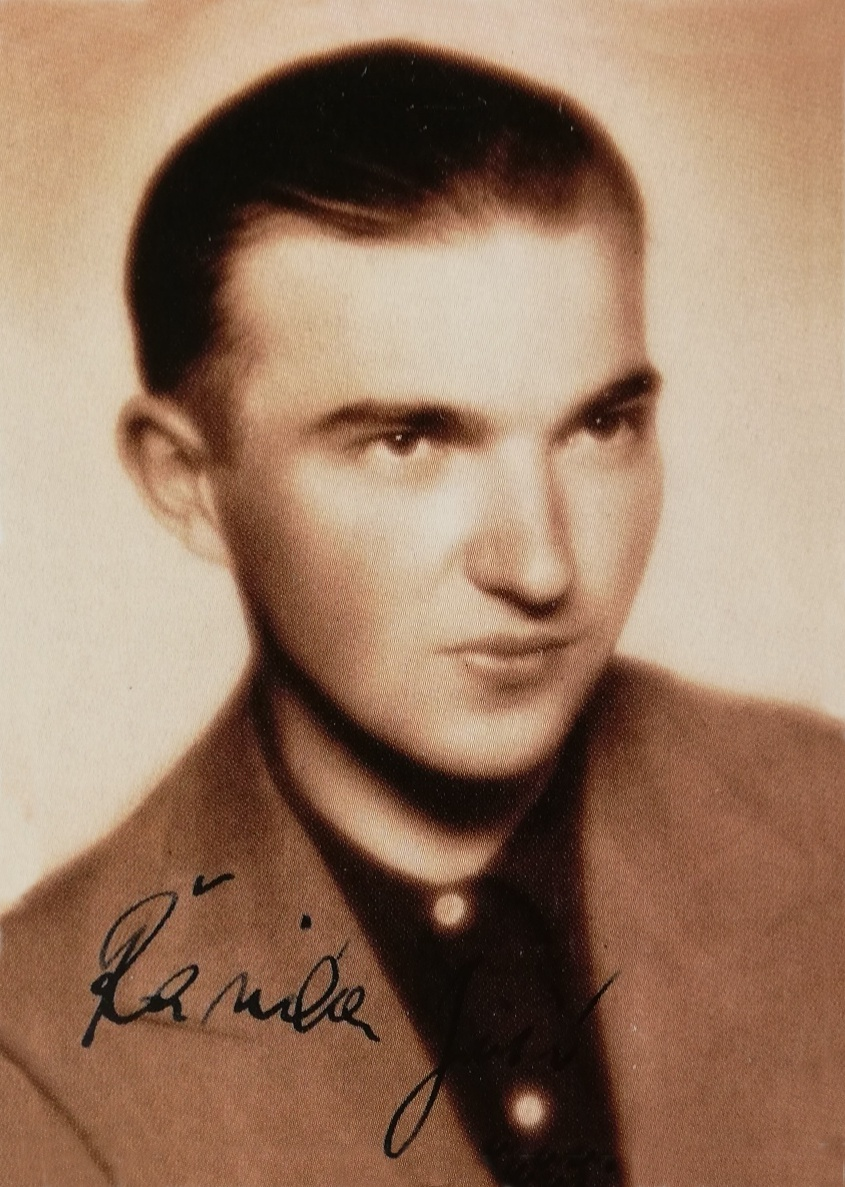
Jiří Řanda
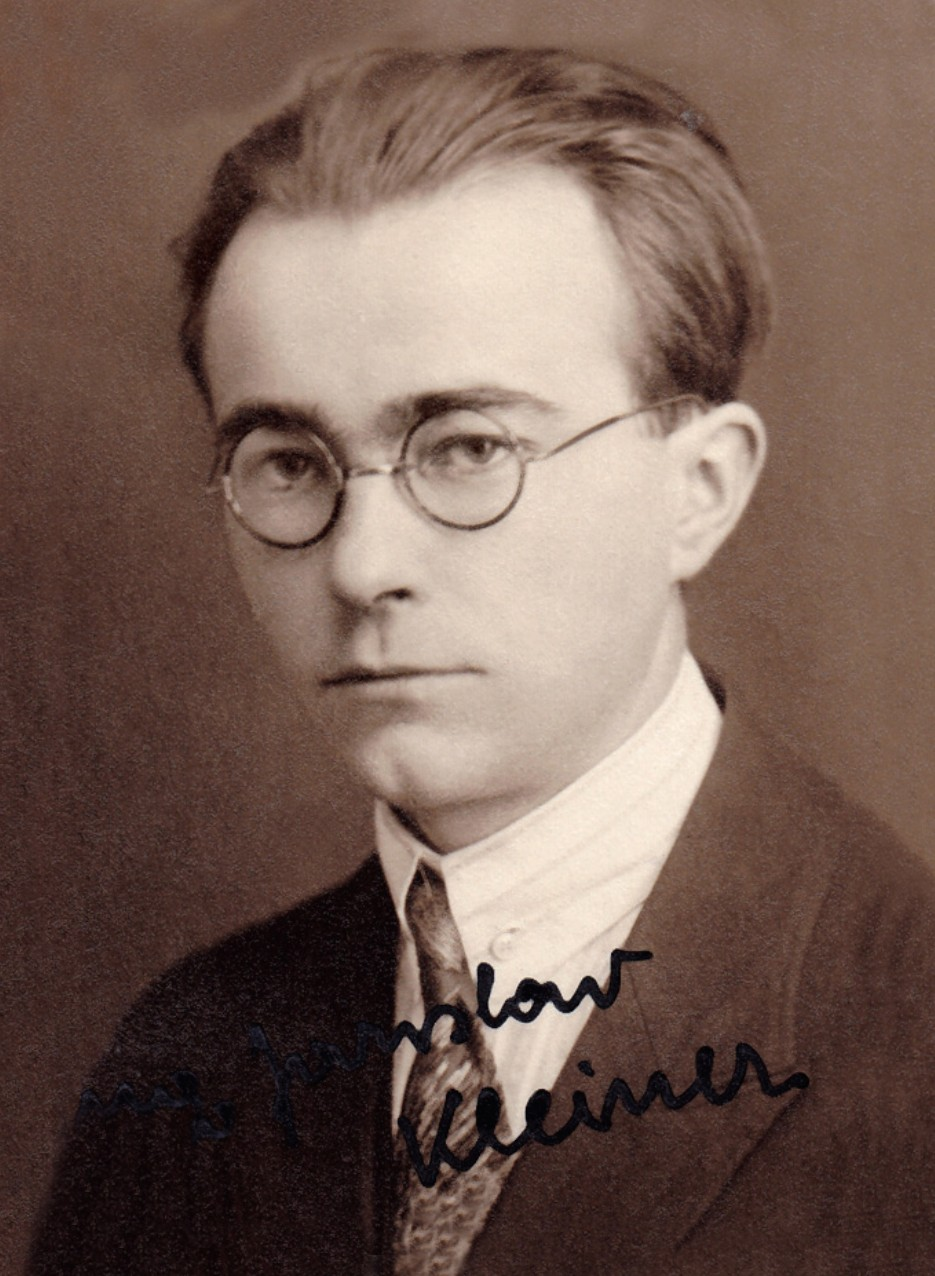
Jaroslav Kleiner
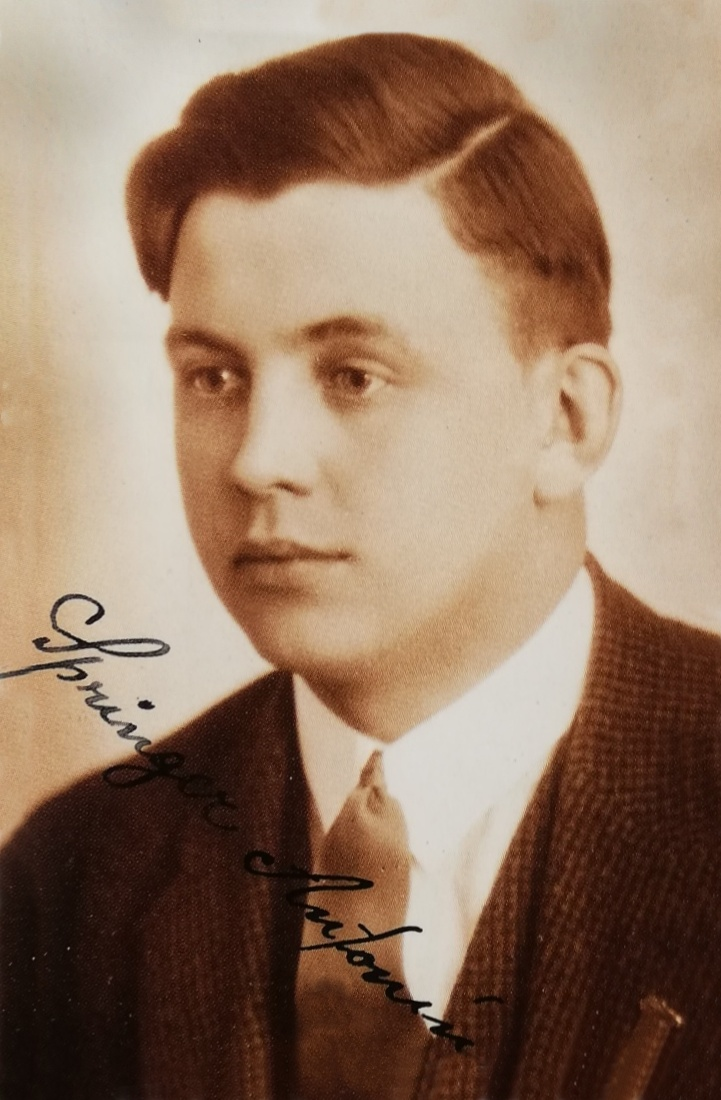
Antonín Springer
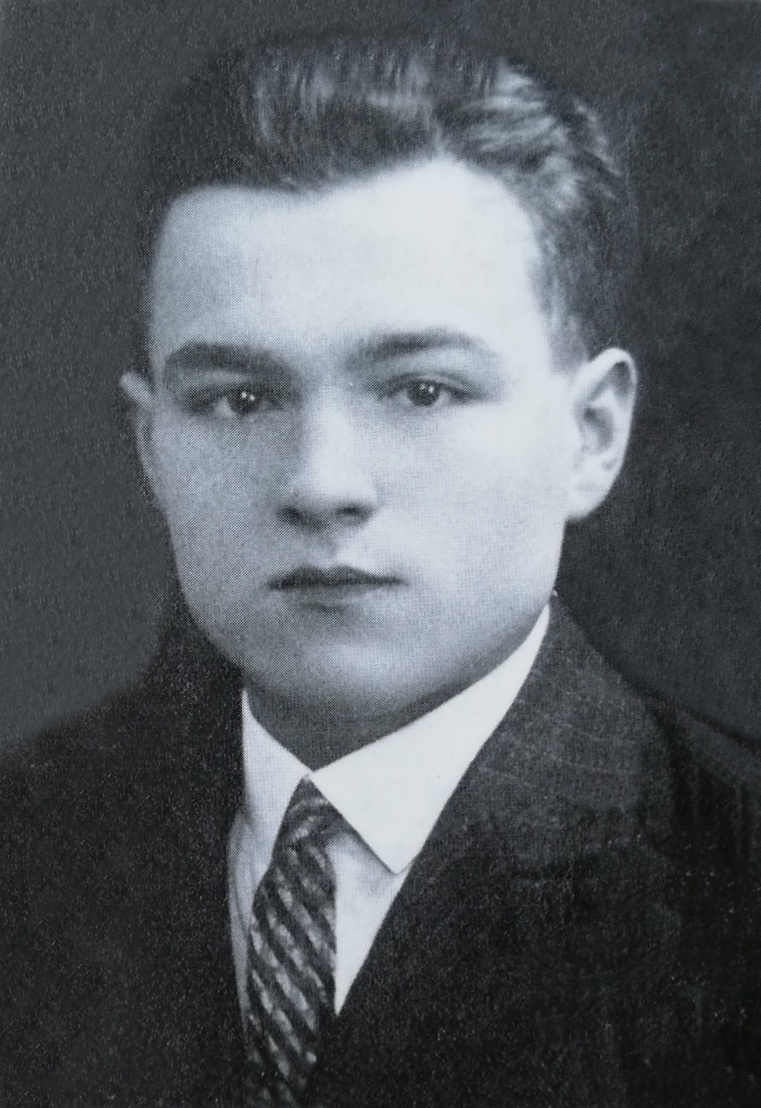
Ludvík Stříbrský
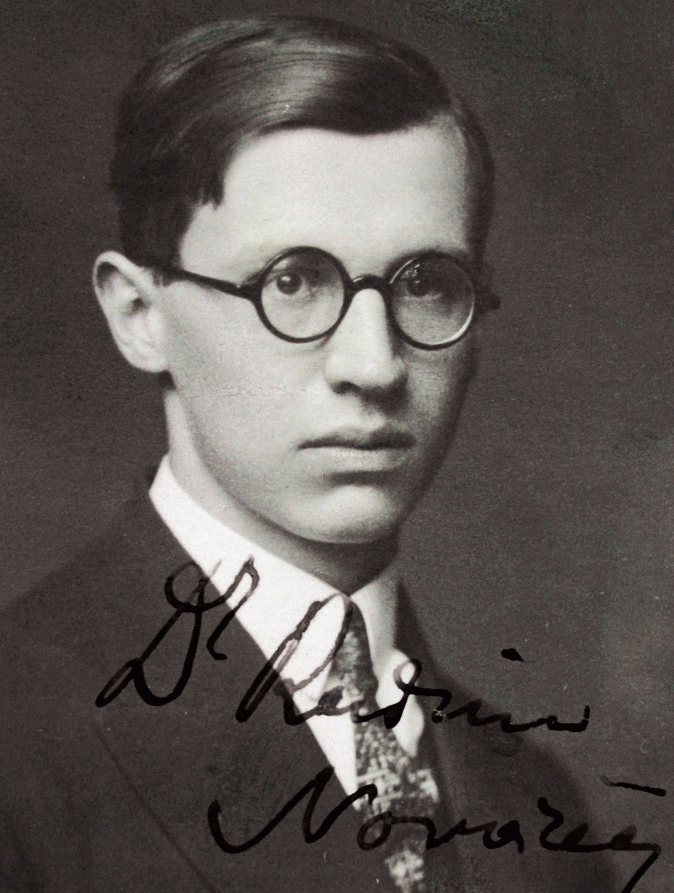
Radim Nováček